# Gare de Saint-Claude
Gare de Saint-Claude – stacja kolejowa w Saint-Claude, w departamencie Jura, w regionie Burgundia-Franche-Comté, we Francji.
Jest stacją Société nationale des chemins de fer français (SNCF), obsługiwaną przez pociągi TER Franche-Comté.